# Venus Club
Venus Club è stato un programma televisivo italiano di genere talk show, andato in onda in seconda serata su Italia 1 per sei puntate dal 6 maggio al 10 giugno 2021. Nel programma, la conduttrice Lorella Boccia è stata affiancata anche da Iva Zanicchi e Mara Maionchi.

## Il programma
Il programma è di genere talk show, ed è stato trasmesso su Italia 1 ogni giovedì in seconda serata per sei puntate dal 6 maggio al 10 giugno 2021.
Il Venus Club, realizzato e prodotto da Arcobaleno tre, nasce da un'idea di Lorella Boccia e Marco Salvati, scritto in collaborazione con Armando Vertorano, Marco Zampetti e Alberto Di Pasquale.

## Edizioni
| Edizione | Anno | Conduzione     | Periodo       | Periodo        | Puntate | Opinionisti  | Opinionisti   |
| Edizione | Anno | Conduzione     | Inizio        | Fine           | Puntate | Opinionisti  | Opinionisti   |
| -------- | ---- | -------------- | ------------- | -------------- | ------- | ------------ | ------------- |
| 1ª       | 2021 | Lorella Boccia | 6 maggio 2021 | 10 giugno 2021 | 6       | Iva Zanicchi | Mara Maionchi |

## Puntate e ascolti

### Prima edizione (2021)
| Puntata | Messa in onda  | Ascolti        | Ascolti | Ospiti                                         |
| Puntata | Messa in onda  | Telespettatori | Share   | Ospiti                                         |
| ------- | -------------- | -------------- | ------- | ---------------------------------------------- |
| 1       | 6 maggio 2021  | 372 000        | 5,8%    | Elettra Lamborghini, Josephine Yole Signorelli |
| 2       | 13 maggio 2021 | 434 000        | 6,6%    | Alessandra Amoroso, Francesca Manzini          |
| 3       | 20 maggio 2021 | 409 000        | 3,8%    | Elisa Isoardi, Bettina Zagnoli, Ester Viola    |
| 4       | 27 maggio 2021 | 413 000        | 3,8%    | Anna Tatangelo, Flaminia Bolzan, Micol Ronchi  |
| 5       | 3 giugno 2021  | 554 000        | 6,0%    | Diletta Leotta, Ema Stokholma, Michela Giraud  |
| 6       | 10 giugno 2021 | 579 000        | 5,6%    | Paola Egonu                                    |
| Media   | Media          | 460 166        | 5,26%   |                                                |

## Audience
| Edizione | Rete televisiva | Anno | Stagione  | Programmazione | Programmazione | Programmazione | Programmazione | Programmazione | Programmazione | Programmazione | Collocazione   | Telespettatori | Share |
| Edizione | Rete televisiva | Anno | Stagione  | L              | M              | M              | G              | V              | S              | D              | Collocazione   | Telespettatori | Share |
| -------- | --------------- | ---- | --------- | -------------- | -------------- | -------------- | -------------- | -------------- | -------------- | -------------- | -------------- | -------------- | ----- |
| 1ª       | Italia 1        | 2021 | primavera |                |                |                |                |                |                |                | Seconda serata | 460.166        | 5,26% |